# Sílvio César
Sílvio Rodrigues Silva, né le 14 août 1939 à Raul Soares, plus connu sous le nom de Sílvio César, est un chanteur et compositeur brésilien.

## Biographie
Il commence à chanter professionnellement en 1960, en tant que crooner dans les orchestres de Waldemar Spillman et Ed Lincoln. Parallèlement, il étudie à la Faculté nationale de droit, dont il sort diplômé en 1964.
En 1965, il participe au film Na Onda do Iê-iê-iê, dans le rôle de César Silva, aux côtés de Renato Aragão et de Dedé Santana.

## Discographie
- (2013) Agosto (Silvio César) – Independente - CD
- (2007) Música e letra • Independente
- (1998) Pra você • CID • CD
- (1997) Amigos da bossa • Albatroz • CD
- (1995) Aos mestres, com carinho/Vol. 2 • CID • CD
- (1992) Aos mestres, com carinho • CID • CD
- (1991) Despedida de solteiro • Som Livre • LP
- (1985) Amor • CID • LP
- (1984) Uma viagem ao corpo humano • Ariola • LP
- (1983) Silvio Cesar • SOS Música • LP
- (1981) Luiza/A mais antiga profissão • RGE • CD Single
- (1979) De repente/Você sabe • RCA • CD Single
- (1978) Agarre seu homem/Cego, surdo e mudo • RCA • CD Single
- (1977) Som e palavras • RCA • LP
- (1975) Levante os olhos/Eu estou bem • Odeon • CD Single
- (1975) O melhor de Silvio Cesar • RCA • LP
- (1974) Vamos dar as mãos • Odeon • LP
- (1974) O moço-velho/Verde e rosa • Odeon • CD Single
- (1974) Silvio Cesar • Odeon • LP
- (1974) Quatro grandes sucessos de Silvio Cesar • Odeon
- (1973) O que passou, passou/Pra que tudo isso sem você? • Odeon • CD Single
- (1972) Dois amigos/Não nasci pra jogador • Odeon • CD Single
- (1972) Silvio Cesar • Odeon • LP
- (1972) Você não tá com nada/Perdido na noite • Odeon • CD Single
- (1971) Silvio Cesar • Odeon • LP
- (1970) A minha prece de amor/Maria • Odeon • CD Single
- (1970) A minha prece de amor • Odeon • LP
- (1969) Eu quero que você morra/Eu te amo/Desculpe se falo assim/Você é o meu amor • Odeon
- (1968) Silvio Cesar • Odeon • LP
- (1967) Cantiga antiga/Se eu pudesse • CD Single
- (1966) Mônica/Se tiver de ser • Odeon • CD Single
- (1965) Só tinha de ser • Odeon • LP
- (1963) Sem carinho, não • Musidisc • LP
- (1961) Amor demais • Musidisc • LP
- (1960) Máxima culpa/Manhã sem adeus • CD Single